# Fiat 127
De Fiat 127 is een auto die door de Italiaanse autofabrikant FIAT werd geproduceerd tussen 1971 en 1983. De auto werd in 1971 geïntroduceerd als opvolger van de Fiat 850. De Italiaanse productie eindigde in 1983 na de introductie van de Fiat Uno, in Zuid-Amerika bleef de 127 nog in productie tot 1996.

## Geschiedenis
Op basis van de Fiat 128 begon Fiat in 1971 met de ontwikkeling van een kleiner model, de Fiat 127. Dit model paste qua vormgeving beter bij de vooruitstrevende techniek en wordt in 1972 beloond met de titel 'Auto van het jaar'. Hoewel de 127 aanvankelijk alleen met een gewone, 'kleine' bagageklep werd geleverd, kwam er in 1972 een versie bij met grote achterklep en neerklapbare achterbank. In 1974 werd de luxueuzer aangeklede en beter uitgeruste Special toegevoegd aan het programma.
In 1977 werd de 127 vernieuwd en aangepast. De 127 werd in lijn gebracht met de Fiat 126 en 128, die ook vernieuwd zijn. Er kwam ook een nieuwe motor bij, namelijk een 1.050cc. Deze werd niet door Fiat in Italië ontwikkeld, maar afgenomen van de dochteronderneming uit Brazilië.
Deze 1.050cc-motor was leverbaar in twee versies. De 50 pk-versie zat in de L en CL. Van deze motor werd in 1978 ook een 70 pk-versie uitgebracht die als 127 Sport door het leven ging. Deze Sportversie was er in twee kleuren: zwart met oranje striping en oranje met zwarte striping. Een matzwarte geblokte grille en een matzwarte front- en dakspoiler, de glanzend zwarte daklijsten, standaard getinte ruiten en de ovale racespiegeltjes maakten aan de buitenkant duidelijk dat het om een andere versie ging dan de mindere goden uit de familie! Het interieur werd drastisch aangepakt door twee zwarte semikuipstoelen met aangebouwde hoofdsteun en afgewerkt met oranje accenten, een toerenteller, een sportstuur, zwarte hemelbekleding en in het midden van het dashboard waren een oliedrukmeter en uurwerk opgenomen. Ook was deze versie voorzien van H4-koplampen.
In 1980 werd de tweede serie lichtelijk aangepast. De L ging Special heten en de CL werd Super genoemd. De kenmerkende striping van de Sport verdween, net als de oranje versie. In plaats daarvan kwamen een rode en een grijs-blauw metallic versie. De zwart met oranje afgewerkte binnenbekleding maakte plaats voor een blokjesmotief. Verder bleef alles hetzelfde tot november 1981.
Toen verscheen de derde serie van de 127. In feite niets meer dan een tweede serie die aangekleed was met kunststof panelen. Grotere schildbumpers, brede stootstrips voor de Special en voor de Super en de Sport kwamen er grote afdekplaten voor de onderzijde van de portieren die overliepen in spatbordverbreders rond de wielkuipen. Koplampen en achterlichten werden groter van formaat. Het interieur werd weer eens opgefrist met ander zitmeubilair en een compleet nieuw opgezet dashboard. Voor dit model kwam er een grotere versie van de Braziliaanse 1.050-motor, de 1.301 cc.
De 1.301 cc grote en 75 pk sterke Sport was uitgerust met een vijfversnellingsbak en een totaal ander interieur met opengewerkte hoofdsteunen. De achterklep werd voorzien van een extra spoiler onder de ruit.
De derde serie hield het precies één jaar vol, in november 1982 viel het doek definitief voor de Italiaanse versie van de Fiat 127. Tot in 1983 werden de laatste exemplaren aan de man gebracht, maar toen was het toch echt over voor dit uiterst succesvolle model van Fiat. In januari 1983 werd de 127 vervangen door de Fiat Uno. Op sommige Europese markten werd toen een vierde serie van de 127 ('Unificata') uit Brazilië leverbaar, tot 1987 (in Nederland tot half 1986). In Latijns-Amerika bleef de 127 nog in productie tot 1995.

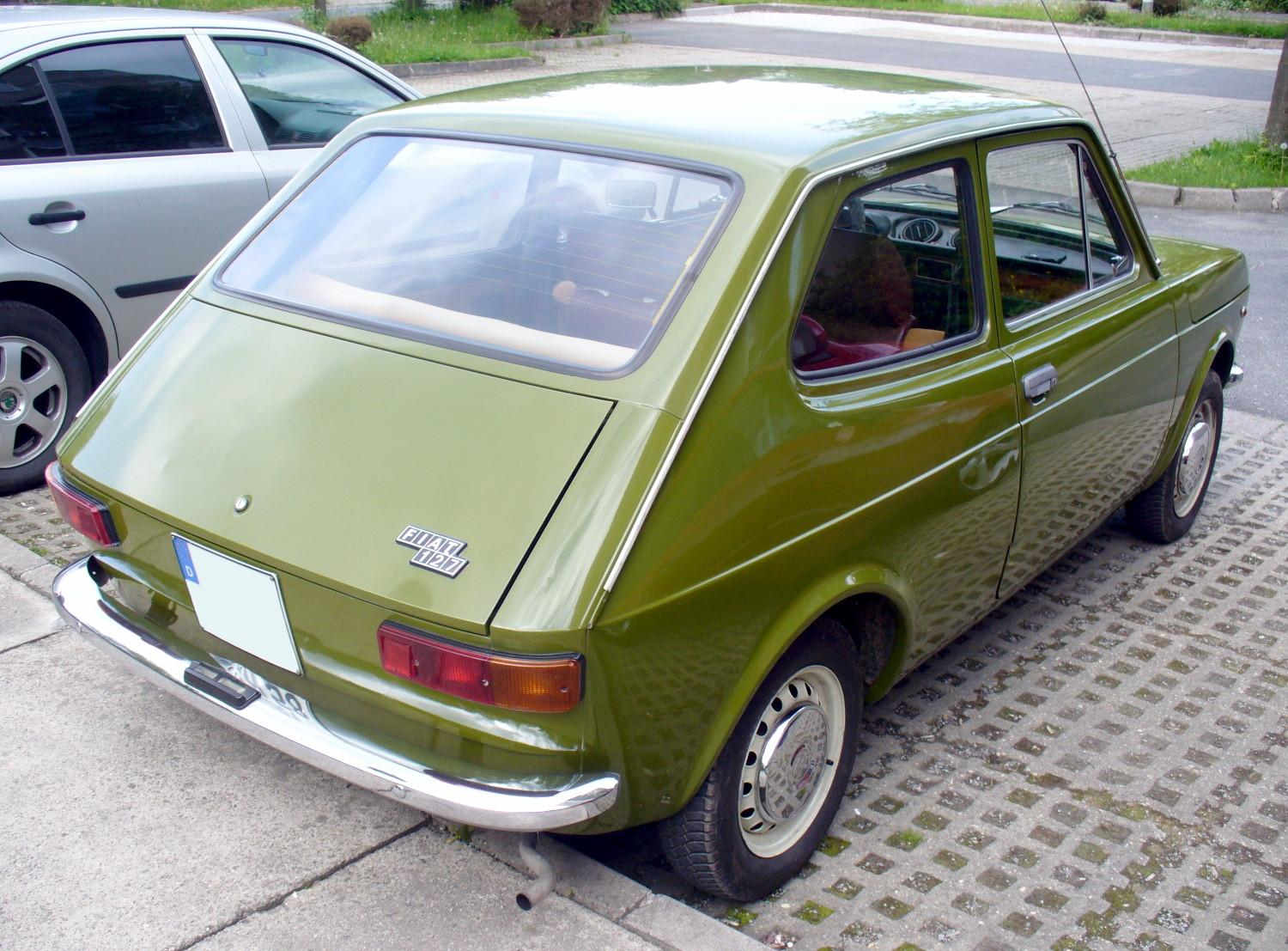
127 eerste serie, achteraanzicht (1971-1977)
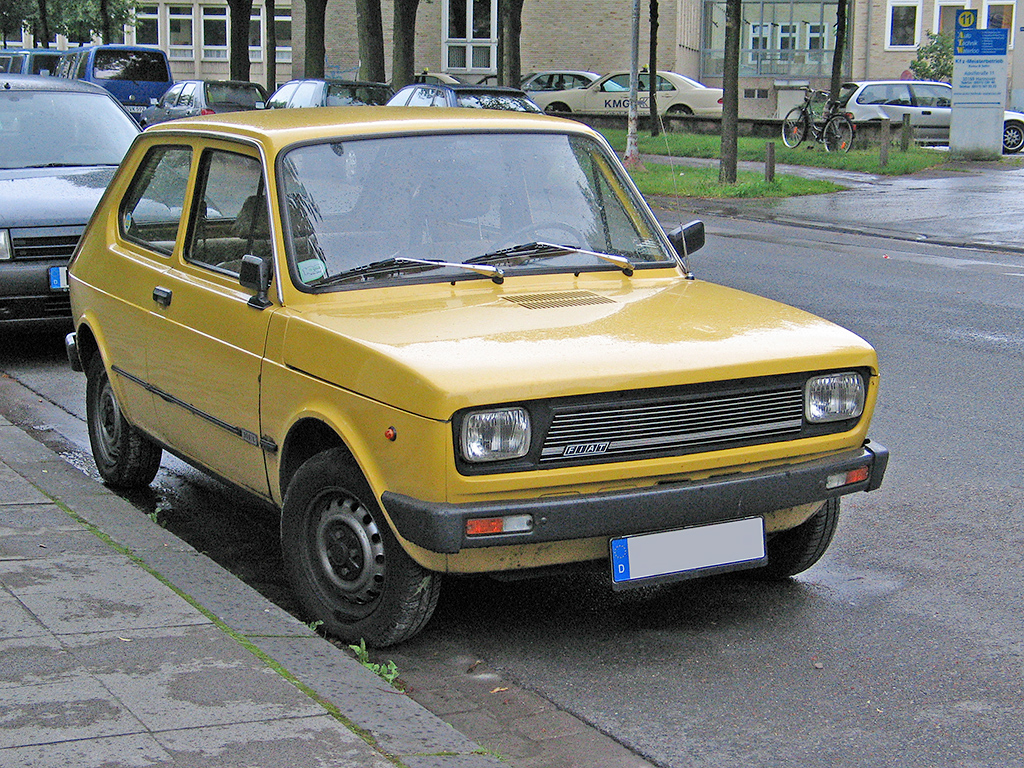
127 tweede serie (1977-1981)
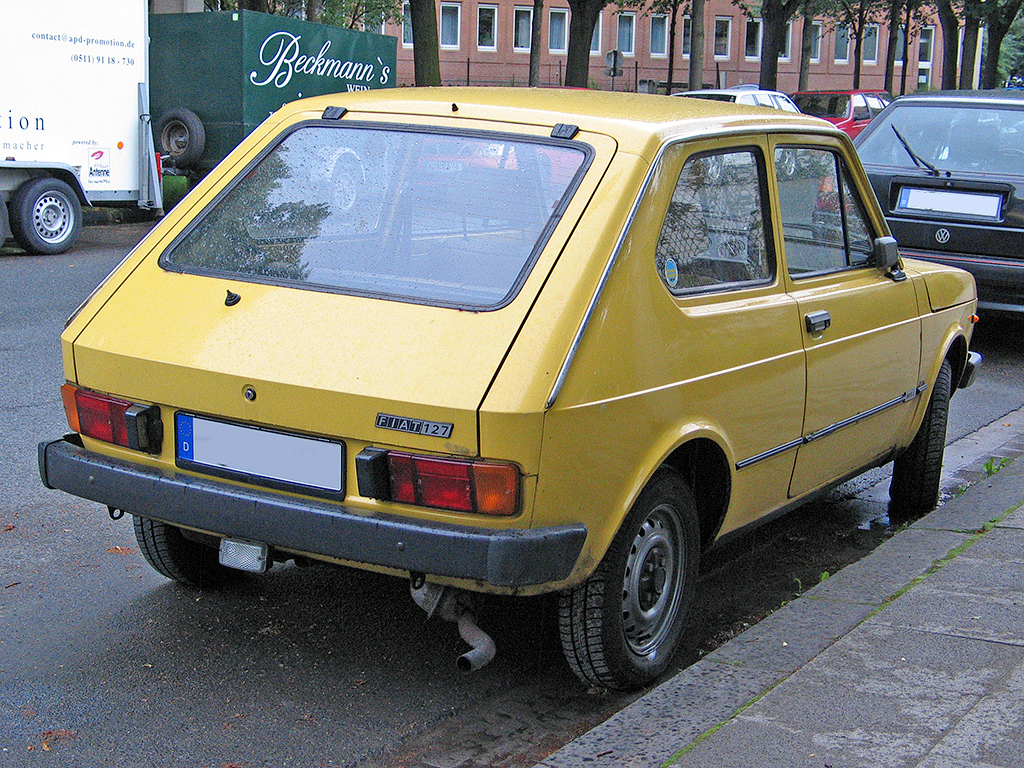
127 tweede serie, achteraanzicht
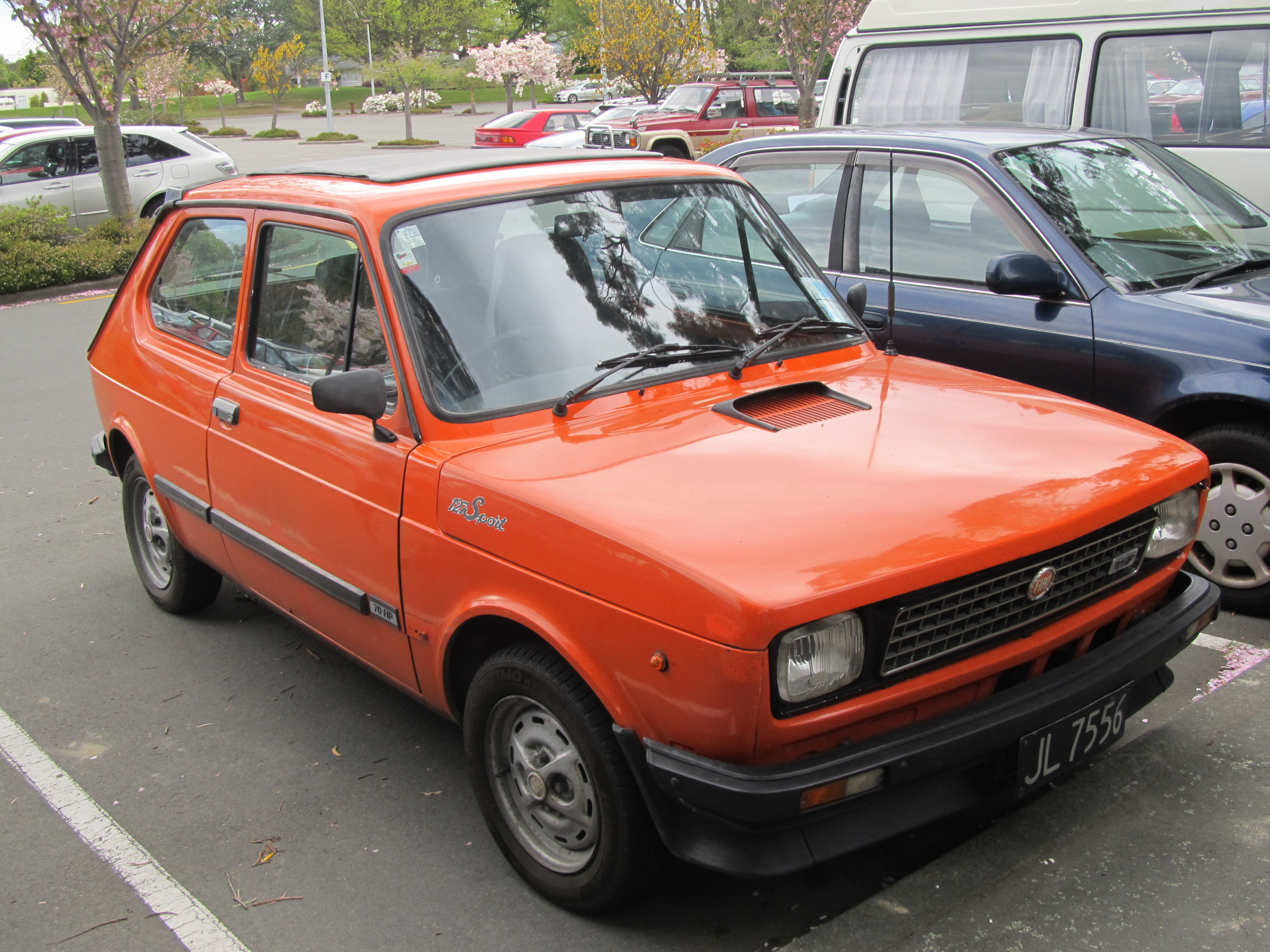
127 tweede serie Sport
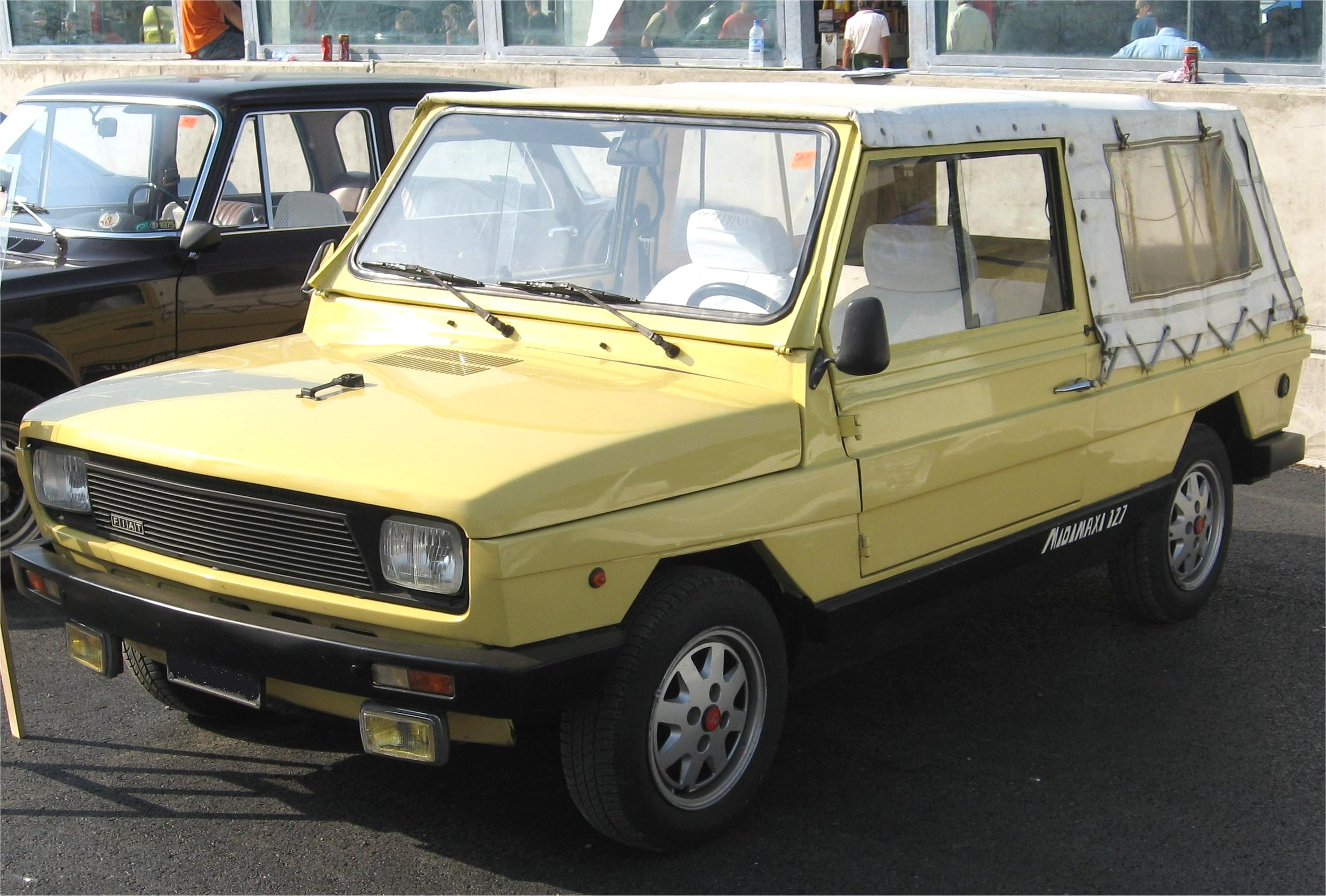
127 tweede serie Moretti Midimaxi
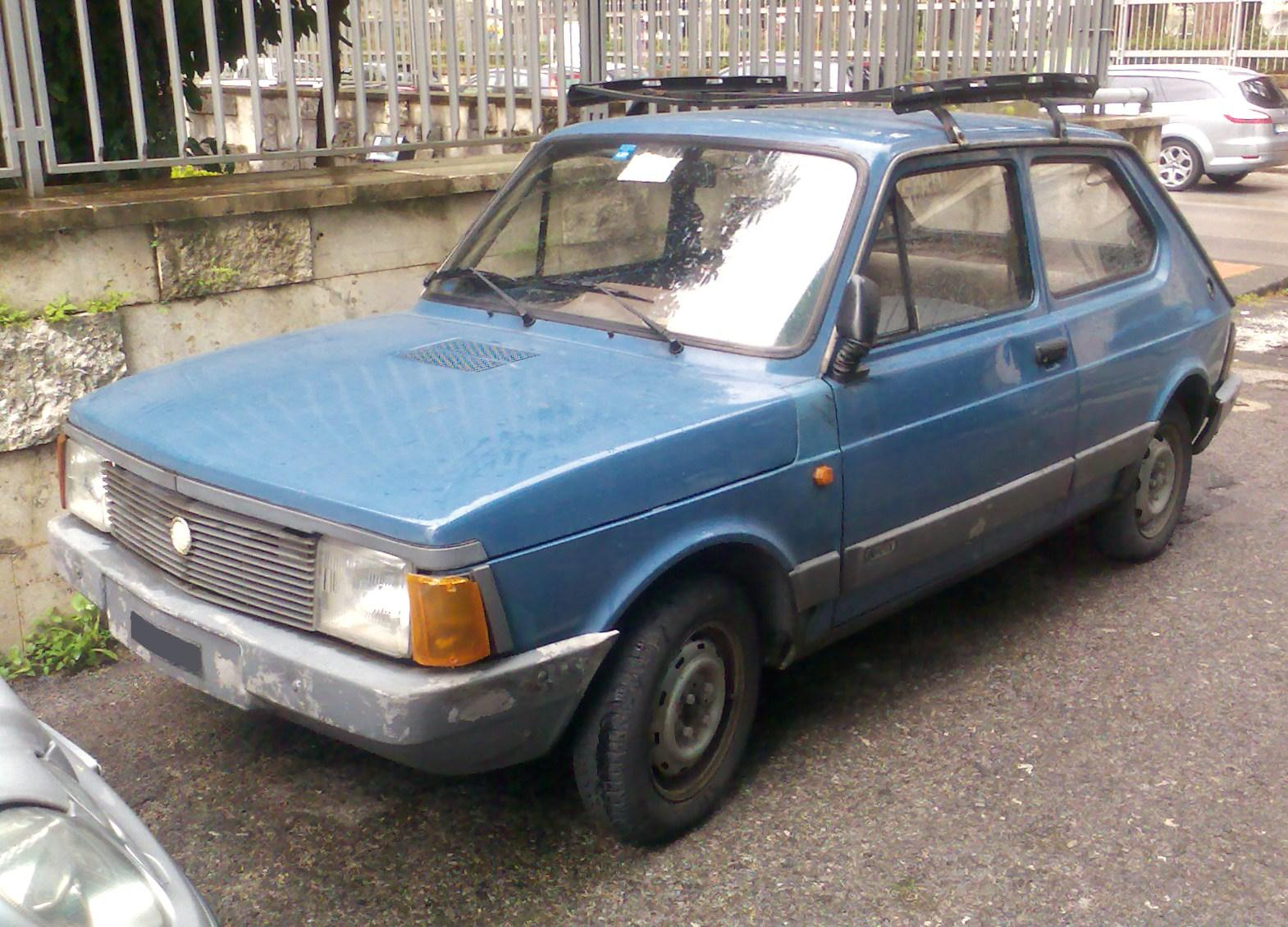
127 derde serie (1981-1983)
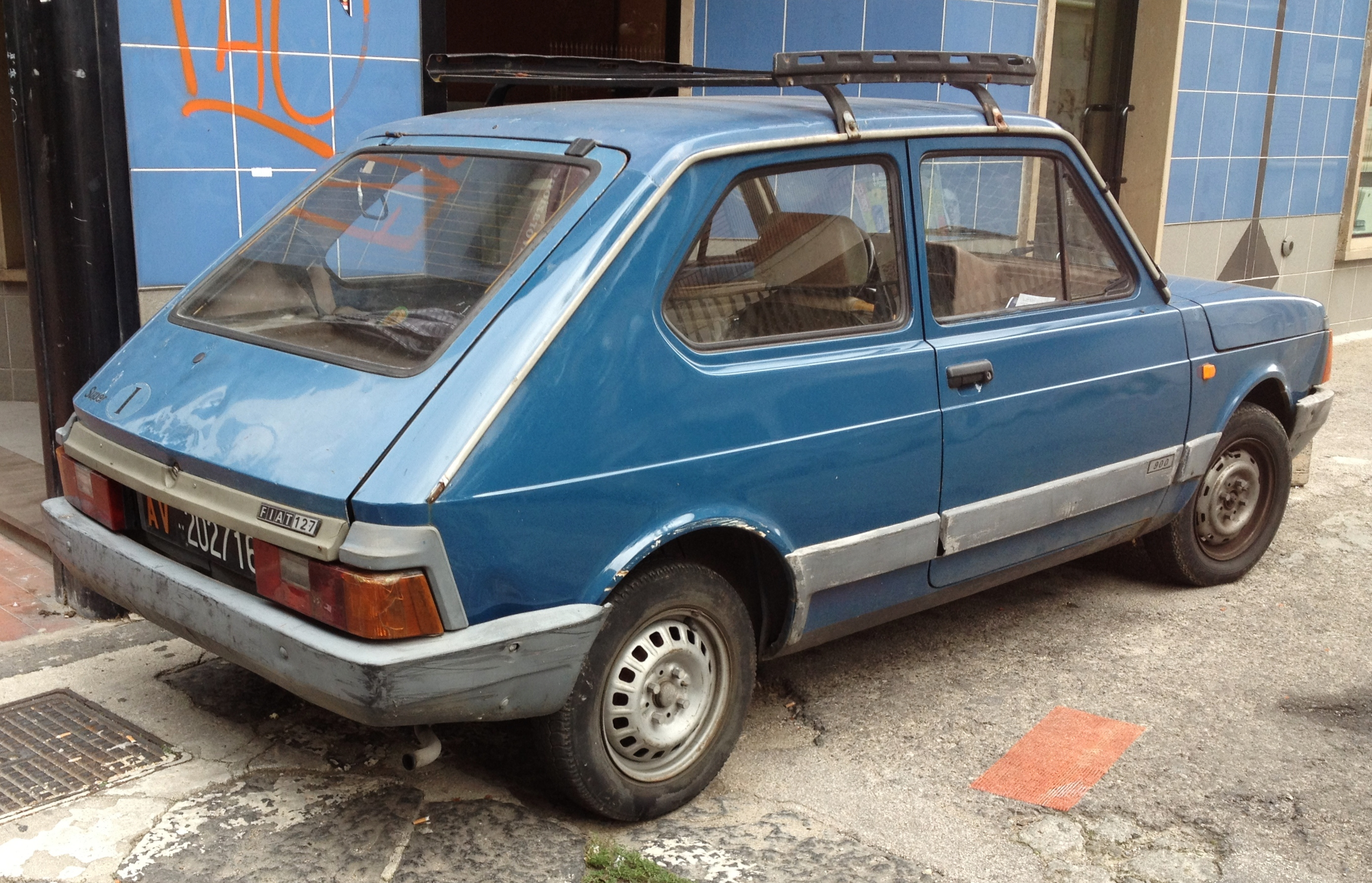
127 derde serie, achteraanzicht
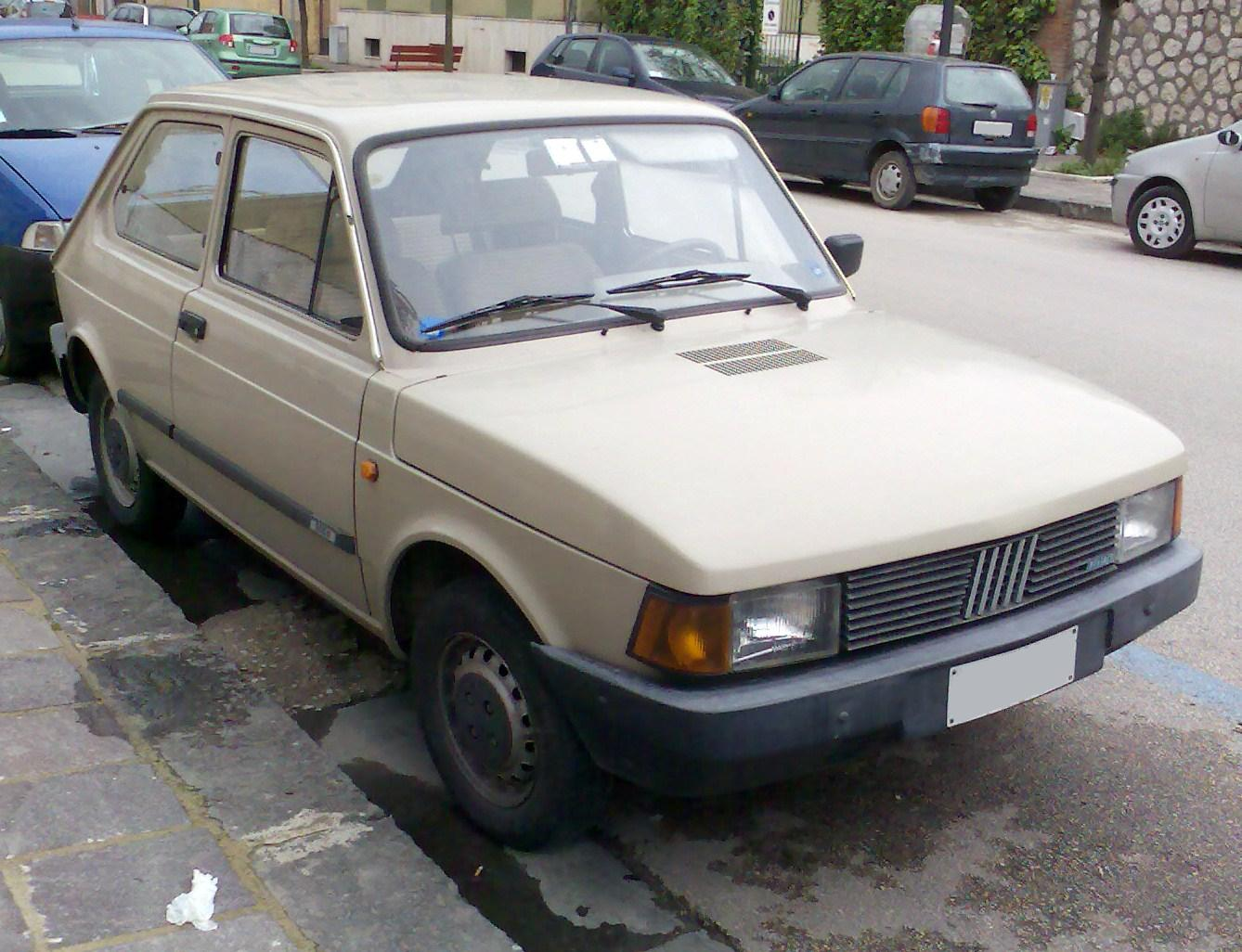
127 vierde serie Unificata (1983-1987)
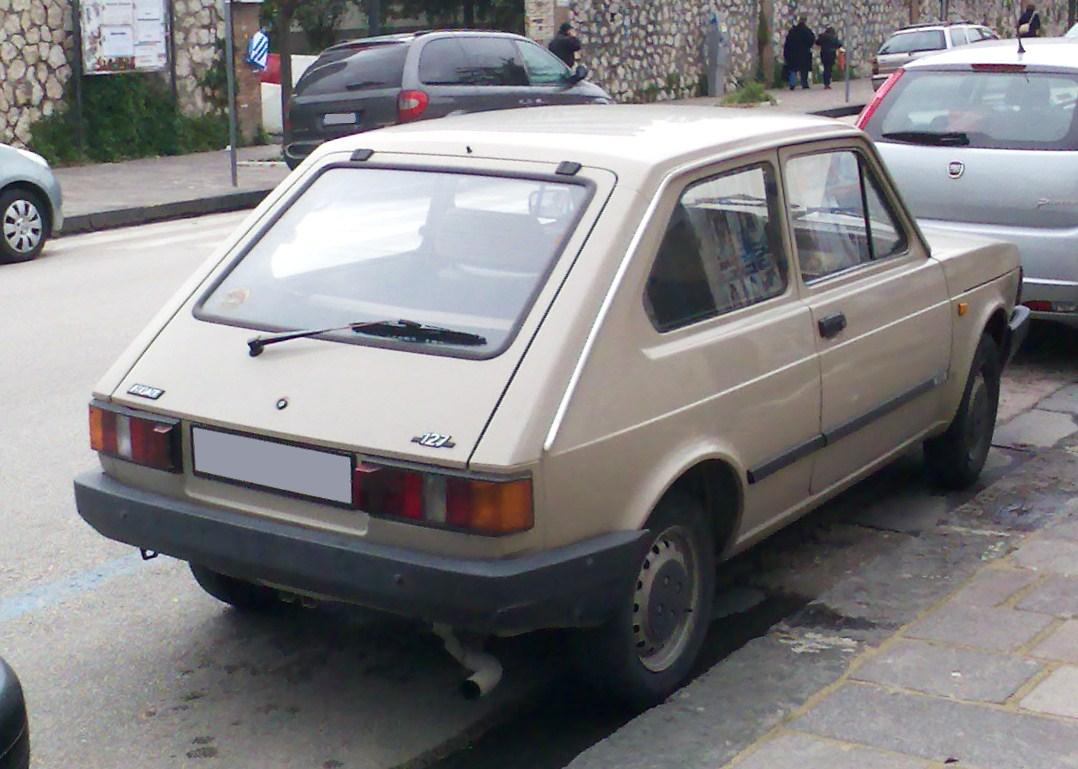
127 vierde serie, achteraanzicht
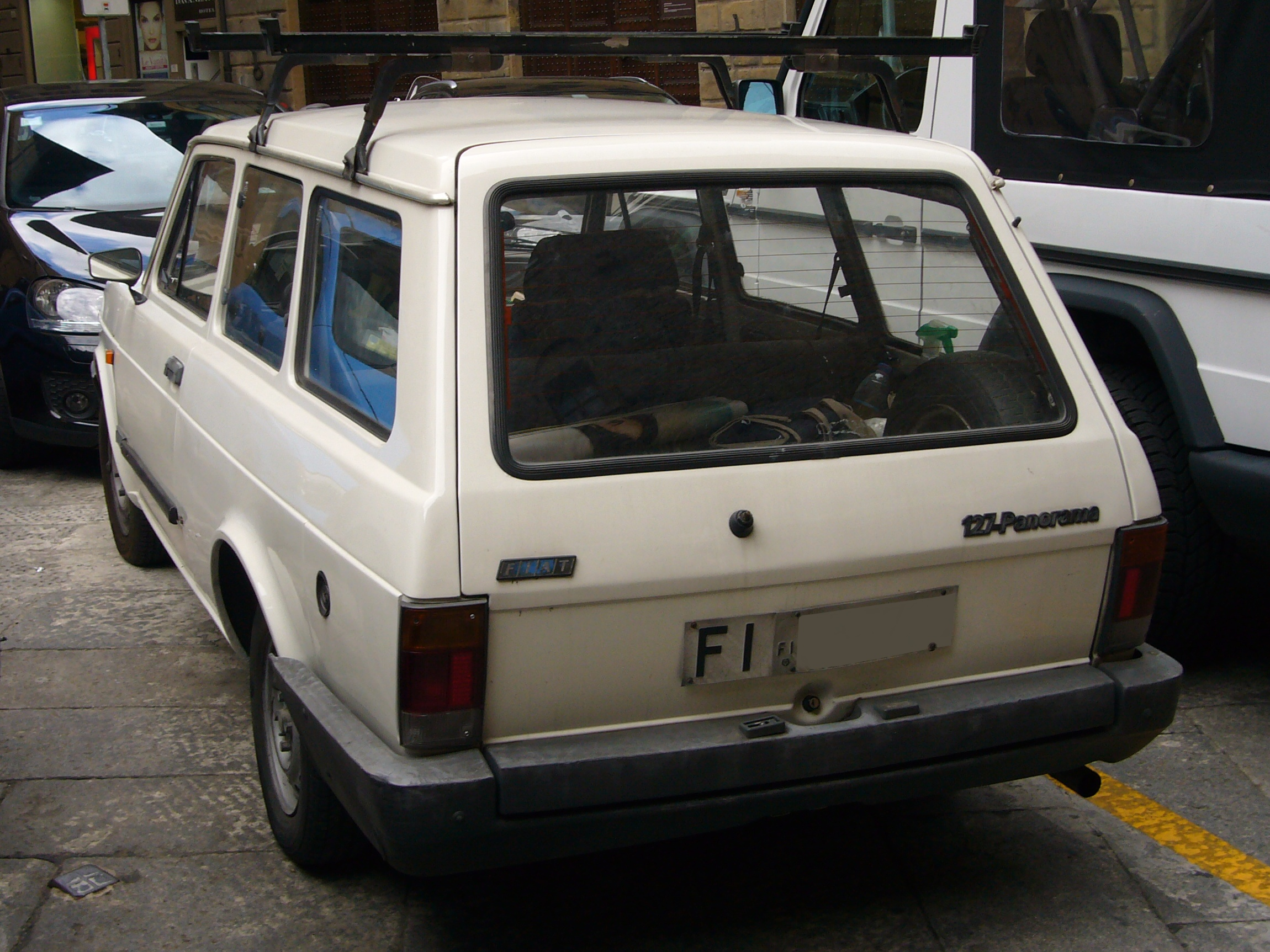
127 vierde serie Panorama

## Technische gegevens
Maten en gewichten
- wielbasis: 2230 mm
- lengte: 3594 mm
- breedte: 1524 mm
- hoogte: 1372 mm
- gewicht: 705 kg
- draaicirkel: 10m
- tankinhoud: 30 liter
- bandenmaat: 135/80-SR13

Techniek
- cilinderinhoud: 903 cc
- boring x slag: 65,00 mm × 68,00 mm
- kleppen: 2 per cilinder
- compressie: 9.00:1
- maximumvermogen: 47,7 pk bij 6200 tpm
- specifiek vermogen per liter: 52 pk/l
- maximum koppel: 63,0 Nm bij 3500 tpm
- aandrijving: voorwielen
- versnellingen: 4 vooruit en 1 achteruit
- voorremmen: schijven
- achterremmen: trommels

Prestaties
- topsnelheid: 135 km/u
- acceleratie 0–100 km/u: 18,5 s
- benzineverbruik: 12,66 km/l (7,90 l/100 km)

## Niet-Italiaanse productie

### Seat 127
Zoals ook gebeurde met andere Fiat-modellen uit die tijd, heeft Seat een Spaanse versie van deze auto gemaakt, de Seat 127. Seat ontwikkelde ook een vierdeursvariant van de 127, evenals een latere vijfdeursversie. Seat produceerde ook een unieke variant van de 127 OHC-motor. Deze had 1.010 cc in plaats van 903 cc en leverde 50 pk. De vierdeurs Seat 127 werd met Fiat-emblemen naar bepaalde markten geëxporteerd.
Toen de samenwerking met Fiat afliep, wijzigde Seat een aantal onderdelen van de auto en zo ontstond de Seat Fura. Sommige onderdelen van dit model werden ook gebruikt in de eerste generatie Seat Ibiza. Seat produceerde tussen 1972 en 1984 1.345.203 stuks van de 127 (inclusief de Fura).

### Polski Fiat 127p
De Fiat 127 werd ook geproduceerd onder Fiat-licentie door de Poolse autofabrikanten FSO (tussen 1973 en 1975) en FSM (tussen 1974 en 1975) onder de naam Polski Fiat 127p. Deze werden geassembleerd met behulp van zowel Italiaanse als Poolse onderdelen. Oorspronkelijk zou de Polski Fiat 127p in grote aantallen geproduceerd worden als auto voor het volk, maar toen bleek dat deze ongeveer 30% duurder zou zijn dan de 126p werd besloten om zich op de laatste te concentreren, terwijl de grotere 127p alleen in zeer kleine aantallen werd geproduceerd.

### Fiat 147
In Brazilië stond de auto bekend als Fiat 147 (later Spazio), een driedeurs stationwagenversie was genaamd Panorama. Er was ook een conventionele tweedeurs sedan beschikbaar, de Oggi, een pick-up genaamd City en een bestelwagen genaamd Fiorino werden er ook geproduceerd. De in Brazilië gebouwde versies hadden een 1.050 of een 1.300 cc-benzinemotor en ook werd er een 1,3 liter dieselmotor gebouwd (alleen voor exportmarkten). Vanaf 1981 werd deze variant (als 127) naar Europa geëxporteerd. In totaal 1.169.312 exemplaren werden gebouwd van 1976 tot eind 1986 in Brazilië en 232.807 stuks werden ook gebouwd in Argentinië tussen 1982 en 1996 als 147, Spazio, Brío en Vivace. De 147 werd ook geassembleerd bij CCA in Colombia.

### Andere producenten
In Joegoslavië werd op het platform van de Fiat 127 de Zastava Yugo ontwikkeld.
In Griekenland vervaardigde Autokinitoviomihania Ellados op basis van de Fiat 127 de Fiat Amico 127, een open vrijetijdsvoertuig.

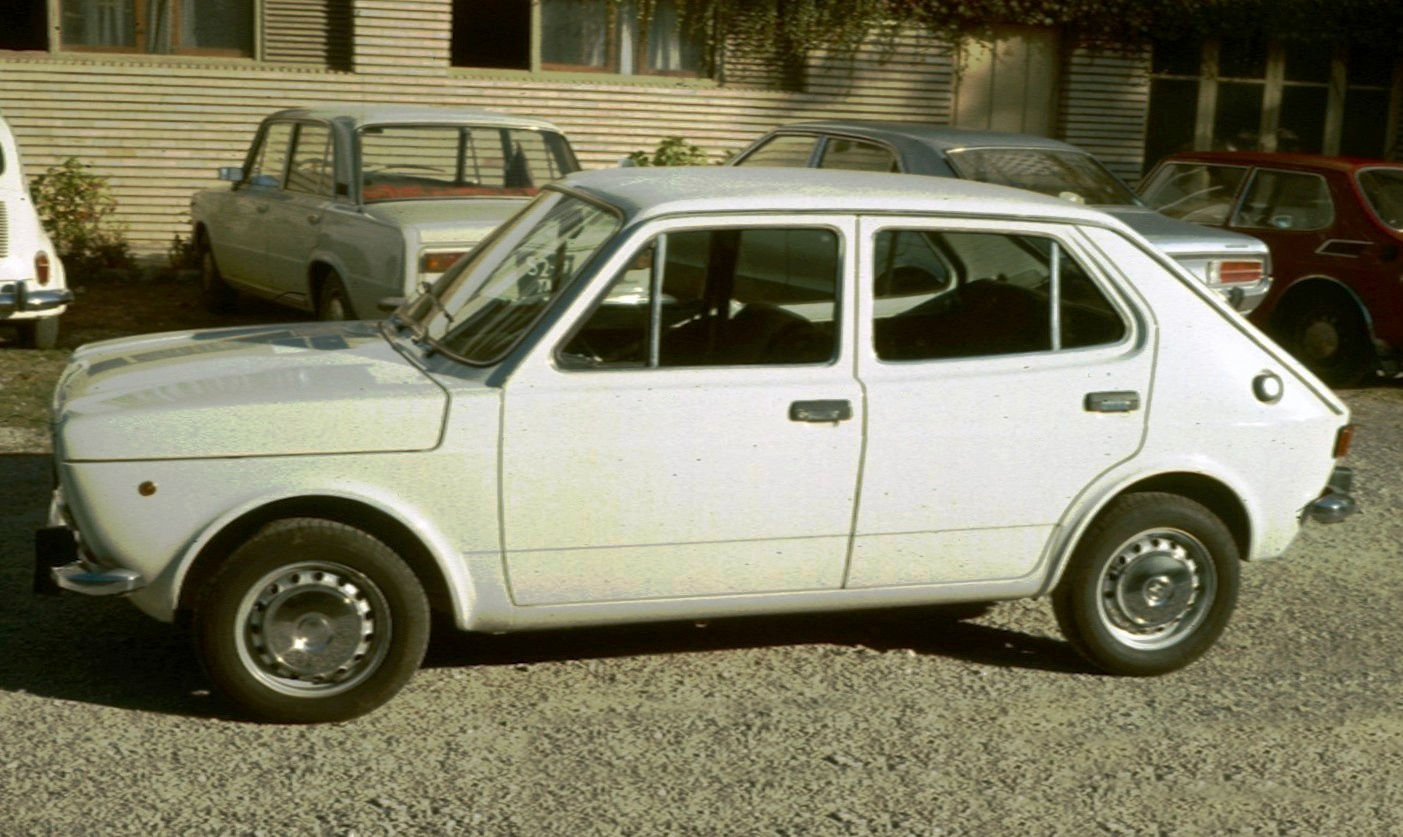
Seat 127 vierdeurs
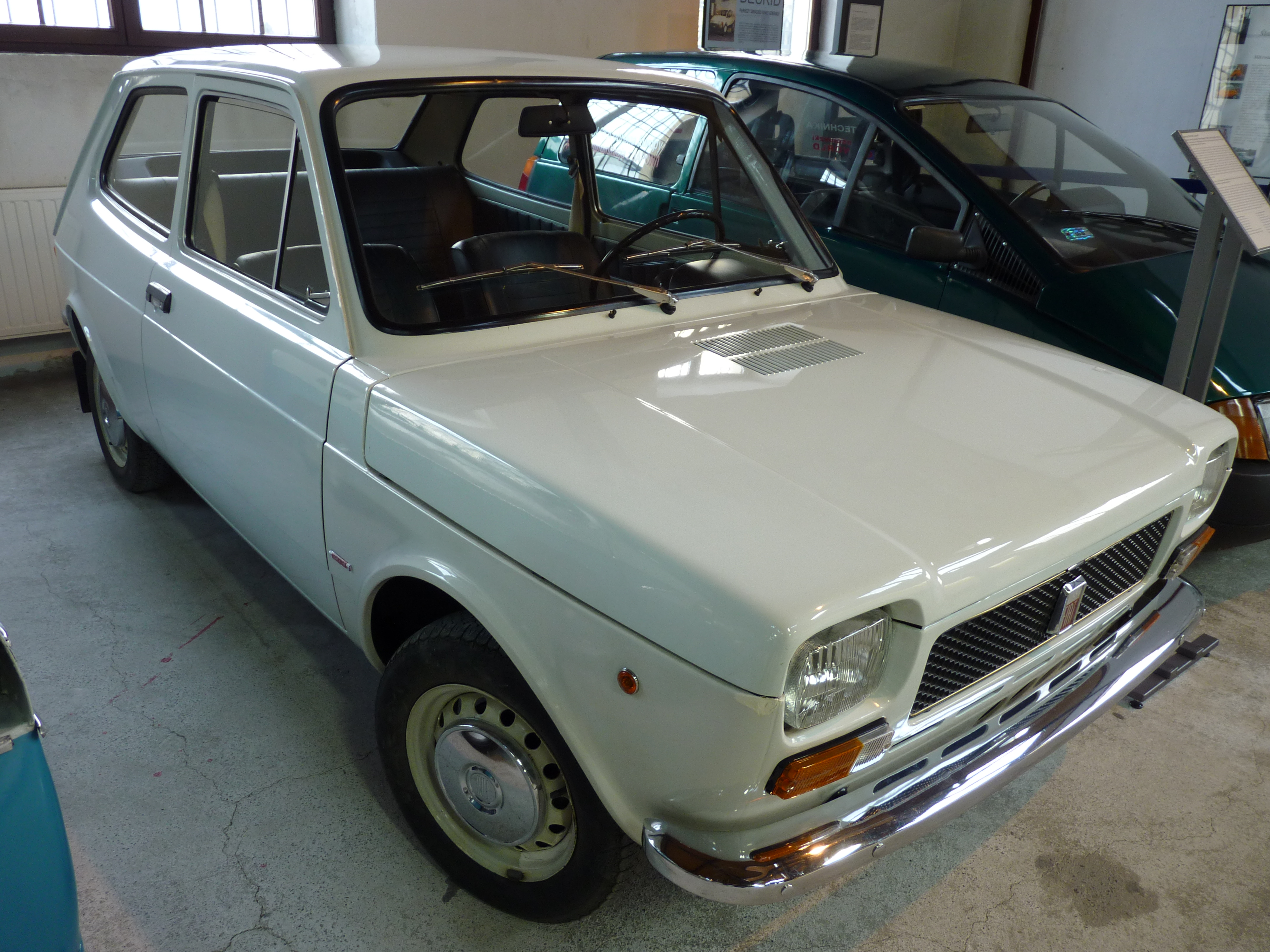
Polski Fiat 127p
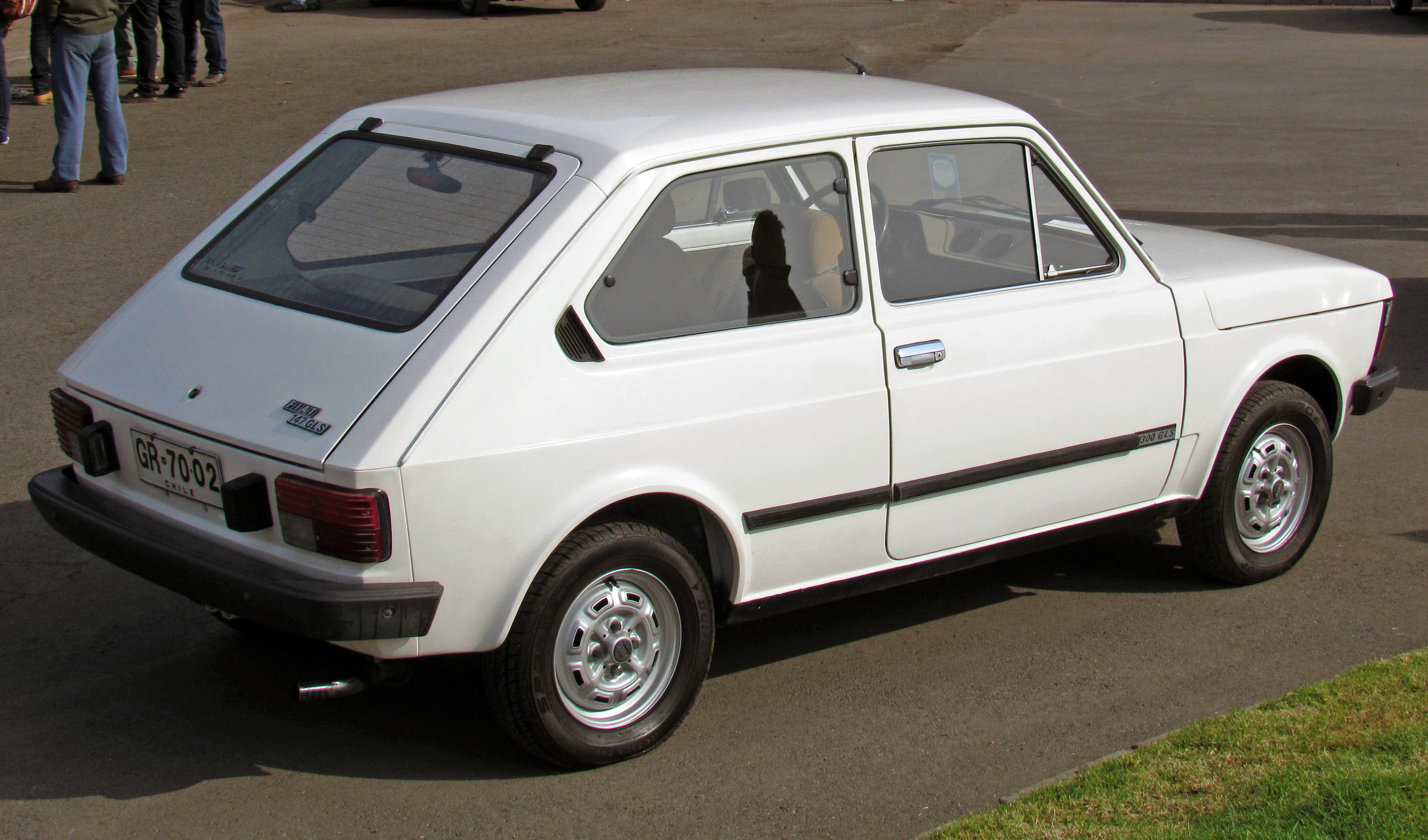
Fiat 147